# HD244323
HD244323 є хімічно пекулярною зорею спектрального класу
B9 й має видиму зоряну величину в смузі V приблизно 11,7.

## Пекулярний хімічний вміст
Зоряна атмосфера HD244323 має підвищений вміст 
Si
.